# Нова Весь (гміна Сенно)
Нова Весь (пол. Nowa Wieś) — село в Польщі, у гміні Сенно Ліпського повіту Мазовецького воєводства.
Населення — 208 осіб (2011).
У 1975-1998 роках село належало до Радомського воєводства.

## Демографія
Демографічна структура станом на 31 березня 2011 року:
|          | Загалом | Допрацездатний вік | Працездатний вік | Постпрацездатний вік |
| -------- | ------- | ------------------ | ---------------- | -------------------- |
| Чоловіки | 114     | 19                 | 78               | 17                   |
| Жінки    | 94      | 7                  | 53               | 34                   |
| Разом    | 208     | 26                 | 131              | 51                   |